# Les Hauts-d’Anjou
Les Hauts-d'Anjou – gmina we Francji, w regionie Kraj Loary, w departamencie Maine i Loara. W 2013 roku liczba ludności wynosiła 5412 mieszkańców. 
Gmina została utworzona 15 grudnia 2016 roku z połączenia siedmiu ówczesnych gmin: Brissarthe, Champigné, Cherré, Contigné, Marigné, Querré oraz Sœurdres. Siedzibą gminy została miejscowość Champigné. Dnia 1 stycznia 2019 roku nastąpiły kolejne zmiany administracyjne. Do Les Hauts-d'Anjou włączono ówczesną gminę Châteauneuf-sur-Sarthe. Siedzibą gminy została miejscowość Châteauneuf-sur-Sarthe. 